# Luis Herrera (tennista)
Luis Enrique Herrera (Città del Messico, 27 agosto 1971) è un ex tennista messicano.

## Carriera
Ottenne il suo best ranking in singolare il 9 novembre 1992 con la 49ª posizione, mentre in doppio divenne il 21 agosto 1989, il 117º del ranking ATP.
Nel 1992 raggiunse la sua unica finale in singolare in un torneo facente parte del circuito ATP all'ATP Buzios, e venne sconfitto con il punteggio di 3-6, 2-6 dal brasiliano Jaime Oncins. Stessa sorte subì nell'unica finale ATP disputata in doppio all'Abierto Mexicano de Tenis 1997, nella quale fu sconfitto in coppia con il connazionale Mariano Sánchez dall'ecuadoregno Nicolás Lapentti e dall'argentino Daniel Orsanic con il punteggio di 6-4, 3-6, 6-7.
Tra il 1990 e il 1999 fu convocato in quindici occasioni nella squadra messicana di Coppa Davis; il suo bilancio complessivo fu di tredici vittorie e diciassette sconfitte fra singolare e doppio.

## Statistiche

### Tornei ATP

#### Singolare

##### Sconfitte in finale (1)
| Legenda                                              |
| Grande Slam (0)                                      |
| ATP World Tour Finals (0)                            |
| ATP Super 9 / ATP Masters Series (0)                 |
| ATP Championship Series / ATP International Gold (0) |
| ATP World Series / ATP International Series (1)      |

| N. | Data            | Torneo                         | Superficie | Avversario in finale | Punteggio |
| 1. | 2 novembre 1992 | ATP Buzios, Armação dos Búzios | Cemento    | Jaime Oncins         | 3-6, 2-6  |

#### Doppio

##### Sconfitte in finale (1)
| Legenda                                              |
| Grande Slam (0)                                      |
| ATP World Tour Finals (0)                            |
| ATP Super 9 / ATP Masters Series (0)                 |
| ATP Championship Series / ATP International Gold (0) |
| ATP World Series / ATP International Series (1)      |

| N. | Data            | Torneo                                       | Superficie  | Compagno        | Avversari in finale             | Punteggio     |
| 1. | 20 ottobre 1997 | Abierto Mexicano de Tenis, Città del Messico | Terra rossa | Mariano Sánchez | Nicolás Lapentti Daniel Orsanic | 6-4, 3-6, 6-7 |

### Tornei minori

#### Singolare

##### Vittorie (7)
| Legenda tornei minori |
| Challenger (6)        |
| Futures (1)           |

| N. | Data            | Torneo                                    | Superficie | Avversario in finale | Punteggio     |
| 1. | 1º ottobre 1990 | Manaus Challenger, Manaus                 | Cemento    | Jaime Oncins         | 6-2, 7-5      |
| 2. | 1º ottobre 1990 | Ilheus Challenger, Ilhéus                 | Cemento    | Patrick Baur         | 6-2, 6-2      |
| 3. | 4 maggio 1992   | São Paulo Challenger, San Paolo           | Cemento    | Jaime Oncins         | 6-2, 3-6, 6-4 |
| 4. | 5 ottobre 1992  | Ixtapa Challenger, Ixtapa                 | Cemento    | Andrew Sznajder      | 6-1, 6-2      |
| 5. | 12 ottobre 1992 | Ponte Vedra Challenger, Ponte Vedra Beach | Cemento    | Jaime Yzaga          | 7-5, 6-4      |
| 6. | 3 novembre 1997 | Abierto de Puebla, Puebla de Zaragoza     | Cemento    | Wade McGuire         | 7-6, 4-6, 6-4 |
| 7. | 14 giugno 1999  | Abierto de Guadalajara, Guadalajara       | Cemento    | Leonardo Silva       | 6-4, 6-2      |

#### Doppio

##### Vittorie (5)
| Legenda tornei minori |
| Challenger (5)        |
| Futures (0)           |

| N. | Data             | Torneo                                      | Superficie  | Compagno         | Avversari in finale                  | Punteggio     |
| 1. | 29 marzo 1988    | San Luis Potosí Challenger, San Luis Potosí | Terra rossa | Javier Ordaz     | Agustín Moreno Fernando Pérez Pascal | 4-6, 7-6, 6-4 |
| 2. | 20 marzo 1989    | San Luis Potosí Challenger, San Luis Potosí | Terra rossa | Javier Ordaz     | Mark Knowles Brian Page              | 6-4, 6-7, 6-3 |
| 3. | 25 novembre 1991 | Abierto de Puebla, Puebla de Zaragoza       | Cemento     | Oliver Fernández | Doug Eisenman Dave Randall           | 6-4, 7-6      |
| 4. | 13 aprile 1992   | San Luis Potosí Challenger, San Luis Potosí | Terra rossa | Leonardo Lavalle | Francisco Maciel Agustín Moreno      | 6-2, 6-2      |
| 5. | 13 aprile 1998   | Puerto Vallarta Challenger, Puerto Vallarta | Cemento (i) | Gabriel Trifu    | Ota Fukárek Régis Lavergne           | 6-3, 6-4      |